# Гринякин, Игорь Александрович
Игорь Александрович Гринякин (род. 24 февраля 1981, Белгород, РСФСР, СССР) — российский актёр, кинорежиссёр, сценарист, продюсер и кинооператор. Лауреат премии «Золотой орёл» (2009, 2018, 2019, 2021, 2022). Лауреат премии «ТЭФИ» (2009).

## Биография
Игорь Гринякин родился 24 февраля 1981 года в Белгороде. Окончил гимназию № 10 в Белгороде, затем окончил ВГИК в 2003 году (операторский факультет, мастерская Вадима Юсова).
Игорь Гринякин был вторым оператором в фильме Сергея Бодрова «Связной». 20 сентября 2002 года из-за схода ледника Колка в Кармадонском ущелье и гибели практически всей съёмочной группы работа над фильмом была прекращена. Более 120 человек пострадали во время этой катастрофы. Игорь успел уехать оттуда за 10 минут до схода лавины и чудом остался жив.
В марте 2024 года стал наставником конкурса дебютов Института развития интернета.
В 2025 году вышел снятый Гринякиным военный фильм «В списках не значился». Кинокритик Никита Демченко в своей рецензии для «Кинопоиска» отметил, что фильм поражает визуальной выразительностью и мастерством художественного цеха. Особенно была отмечена операторская работа, благодаря которой сцены приобретают глубину и историческую достоверность. Атмосфера кровавого круговорота передана через игру света, тени и пыли.

### Семья
- Отец — Александр Михайлович Гринякин. Был известным профессиональным фотографом.
- Мать — Галина Григорьевна Гринякина. Работала учителем информатики в ПТУ № 6
- Жена — Анна Гринякина. Пара познакомилась на съёмках фильма «Высоцкий. Спасибо, что живой». Анна работала замдиректора на картине. У Анны и Игоря 5 дочерей.
- Также Игорь имеет старшую дочь от первого брака.

## Фильмография
| Год  |   | Название                     | Роль                                              |
| ---- | - | ---------------------------- | ------------------------------------------------- |
| 2002 | ф | Связной                      | второй оператор                                   |
| 2003 | ф | Бумер                        | второй оператор                                   |
| 2004 | ф | Прощальное эхо               | оператор                                          |
| 2004 | ф | Сон слепого человека         | оператор                                          |
| 2006 | ф | Бумер. Фильм второй          | второй оператор                                   |
| 2007 | ф | Руд и Сэм                    | оператор                                          |
| 2008 | ф | Адмиралъ                     | оператор                                          |
| 2009 | ф | Адмиралъ, телесериал         | оператор                                          |
| 2009 | ф | Короткое замыкание           | оператор                                          |
| 2009 | ф | Олимпиус инферно             | оператор                                          |
| 2011 | ф | Высоцкий. Спасибо, что живой | оператор                                          |
| 2012 | ф | Astra, я люблю тебя          | оператор                                          |
| 2012 | ф | Джунгли                      | оператор                                          |
| 2012 | ф | День Победы                  | сценарист, режиссёр, продюсер                     |
| 2012 | ф | Дирижёр                      | оператор                                          |
| 2013 | ф | Околофутбола                 | оператор, актёр-Марфин                            |
| 2013 | ф | Территория                   | оператор                                          |
| 2013 | ф | Газгольдер                   | оператор                                          |
| 2015 | ф | Каждому своё                 | режиссёр, сценарист                               |
| 2016 | ф | Викинг                       | оператор                                          |
| 2017 | ф | Акадо                        | оператор                                          |
| 2017 | ф | Движение вверх               | оператор                                          |
| 2018 | ф | Клубаре                      | оператор                                          |
| 2019 | ф | Союз спасения                | оператор                                          |
| 2019 | ф | Братство                     | оператор                                          |
| 2020 | ф | Серебряные коньки            | оператор                                          |
| 2022 | ф | Союз Спасения. Время гнева   | оператор (использованный материал фильма)         |
| 2024 | ф | Бременские музыканты         | сценарист (совместно с Алексеем Нужным), оператор |
| 2025 | ф | В списках не значился        | оператор                                          |

## Награды и номинации
- 2008 — премия «Золотой орёл» за лучшую операторскую работу («Адмирал»)
- 2009 — премия «ТЭФИ» в номинации Оператор телевизионного художественного фильма/сериала («Олимпиус Инферно»)
- 2016 — номинация на премию киноизобразительного искусства «Белый квадрат» Гильдии кинооператоров России («Территория»)
- 2017 — номинация на премию киноизобразительного искусства «Белый квадрат» (фильм «Викинг»)[3]
- 2018 — премия «Золотой орёл» за Лучшую операторскую работу (фильм «Викинг»)[4]
- 2019 — премия «Золотой орёл» за Лучшую операторскую работу (фильм «Движение вверх»)[5]
- 2019 — номинация на премию киноизобразительного искусства «Белый квадрат» Гильдии кинооператоров России («Движение вверх»)
- 2021 — премия «Золотой орёл» за Лучшую операторскую работу (фильм «Союз спасения»)
- 2022 — премия «Золотой орёл» за Лучшую операторскую работу (фильм «Серебряные коньки»)